# 陈崇正
陈崇正（1983年9月28日—），笔名且东、傻正，男，生于广东省潮州市，中国当代作家。有作品在《人民文学》《收获》《中国作家》《山花》《北京文学》等刊物发表；曾在《萌芽》杂志举办的第六届新概念作文大赛中获奖，主要作品有《悬浮术》《美人城手记》《香蕉林密室》《此外无他》《停顿客栈》《分身术》《半步村叙事》等。豆瓣阅读专栏作家；曾以青年作家身份作为凤凰卫视中文台“一虎一席谈”嘉宾参与相关话题辩论。其作品擅长揉合传奇小说和严肃文学的叙事手法于一体，以诡异的想象见长，故事曲折，可读性强。

## 主要作品

### 著作出版
- 2008年12月，小说集《宿命飘摇的裙摆》由大众文艺出版社出版[3]。
- 2009年8月，诗集《只能如此》由中国戏剧出版社出版[4]。
- 2010年7月，小说集《此外无他》由云南大学出版社出版[5]。

### 中短篇小说
- 《香蕉林密室》
- 《我的恐惧是一只黑鸟》
- 《断魂》
- 《裸奔时代》
- 《你所不知道的》
- 《分身术》
- 《半步村叙事》
- 《停顿客栈》
- 《若隐若现》
- 《春风斩》
- 《秋风斩》